# Partito Africano dell'Indipendenza di Capo Verde
Il Partito Africano dell'Indipendenza di Capo Verde (in portoghese: Partido Africano da Independência de Cabo Verde - PAICV) è un partito politico capoverdiano di orientamento socialdemocratico e socialista democratico fondato nel 1981 in seguito ad una scissione dal Partito Africano per l'Indipendenza della Guinea e di Capo Verde.

## Risultati elettorali
| Elezione          | Voti    | %     | Seggi   |
| ----------------- | ------- | ----- | ------- |
| Parlamentari 1991 | 39.673  | 33,59 | 23 / 79 |
| Parlamentari 1995 | 45.263  | 29,75 | 21 / 72 |
| Parlamentari 2001 | 67.860  | 49,50 | 40 / 72 |
| Parlamentari 2006 | 88.989  | 52,30 | 41 / 72 |
| Parlamentari 2011 | 117.967 | 52,68 | 38 / 72 |
| Parlamentari 2016 | 86.078  | 38,16 | 29 / 72 |

| Elezione           | Elezione           | Candidato              | Voti   | %     | Esito         |
| ------------------ | ------------------ | ---------------------- | ------ | ----- | ------------- |
| Presidenziali 1991 | I turno            | Aristides Pereira      | 25.544 | 26,56 | ❌ Non eletto |
| Presidenziali 1996 | Presidenziali 1996 | N.D.                   | N.D.   | N.D.  | N.D.          |
| Presidenziali 2001 | I turno            | Pedro Pires            | 61.646 | 46,53 | ✔️ Eletto     |
| Presidenziali 2001 | II turno           | Pedro Pires            | 75.828 | 50,01 | ✔️ Eletto     |
| Presidenziali 2006 | Presidenziali 2006 | Pedro Pires            | 86.583 | 50,98 | ✔️ Eletto     |
| Presidenziali 2011 | I turno            | Manuel Inocêncio Sousa | 52.612 | 32,66 | ❌ Non eletto |
| Presidenziali 2011 | II turno           | Manuel Inocêncio Sousa | 82.379 | 45,74 | ❌ Non eletto |
| Presidenziali 2016 | Presidenziali 2016 | N.D.                   | N.D.   | N.D.  | N.D.          |